# Deux Chines
Le terme « deux Chines » fait référence à la situation géopolitique où deux entités politiques existent sous le nom de « Chine »,.

## Chronologie et comparaison
|                                                       | République populaire de Chine | République de Chine |
| ----------------------------------------------------- | --- | --- |
| Nom(s) officiel(s)                                    | Zone soviétique (1927–1931) République soviétique chinoise (1931–1937) Zones de base anti-japonaises (1937–1946) Zone libérée (1946–1949) République populaire de Chine (1949–present)                                          | République de Chine (1912–présent)                                                                                                   |
| Nom commun                                            | Chine | Taïwan (présent)Chine (historiquement)                                                                                               |
| Date de création                                      | 1er août 19277 novembre 19311er octobre 1949 | 1er janvier 1912 |
| Jurisdiction effective                                | Zones de Soviets (en) du Jiangxi–Fujian (en), Hunan et Jiangsu (1927–1934)Shaanxi et Mandchourie (1935–présent)Chine continentale (1949 (en)–présent)Tibet et Chamdo (1951–présent)Hong Kong (1997–présent)Macao (1999–présent) | Chine continentale (1912–1949)Tibet (en) et Chamdo (1912–1951)Mongolie-Extérieure (1919–1921)Taïwan et îles associées (1945)         |
| Représentation de la « Chine (en) » aux Nations unies | 1971–présent | 1945–1971 |
| Capitale                                              | Jinggangshan (1927–1930) Ruijin (1931–1934) Zhidan (1935) Yan'an (1936–1947) Xibaipo (1947–1949) Pékin (1949–présent) | Nankin (1912, 1927–1937, 1946–1949) Pékin (1912–1928) Chongqing (1937–1946, 1949) Canton (1949) Chengdu (1949) Taipei (1949–présent) |
| Fondateur                                             | Mao Zedong | Sun Yat-sen |
| Chef d'État actuel                                    | Xi Jinping | Lai Ching-te |
| Chef du gouvernement actuel                           | Li Qiang | Cho Jung-tai |

## Histoire
En 1912, l'empereur Xuantong a abdiqué à la suite de la révolution Xinhai et la république de Chine a été établie à Nankin par des révolutionnaires sous Sun Yat-sen. Au même moment, le gouvernement de Beiyang, dirigé par Yuan Shikai, un ancien général de la dynastie Qing, existait à Pékin, dont la légitimité était contestée par le gouvernement nationaliste sous le Kuomintang (Parti nationaliste chinois).
De 1912 à 1949, la Chine a été marquée par les seigneurs de la guerre, l'invasion japonaise et la guerre civile chinoise. Tout au long de cette période turbulente, divers gouvernements multiples ont existé en Chine. Il s'agit notamment du gouvernement de Beiyang de Yuan Shikai (1912-1928), de la République soviétique chinoise (1931-1937) établie par le Parti communiste chinois (PCC), des États fantoches du Mandchoukouo (1932-1945) et du Mengjiang (1939-1945), le gouvernement populaire du Fujian (1933-1934), le gouvernement fantoche parrainé par les Japonais de Wang Jingwei (1940-1945), le Tibet du Ganden Phodrang (1912-1951), la République islamique turque du Turkestan oriental de Khoja Niyaz (1933-1934), la République du Turkestan oriental (1944-1949) soutenue par l'URSS, la République populaire touvaine (1921-1944), l'État mongol de Bogd Khan en Mongolie-Extérieure (1911-1924) et la République populaire mongole (1924-1992), cette dernière étant reconnue par la Chine en 1946.
À la fin de la guerre civile chinoise en 1949, la communiste chinoise république populaire de Chine (RPC), dirigée par le président du PCC (en) Mao Zedong, a pris le contrôle de la Chine continentale. La république de Chine, dirigée par le président Tchang Kaï-chek, a retiré le gouvernement de la république de Chine (en) sur l'île de Taïwan, divisant ainsi la Chine en deux États politiques, similaires à la Corée du Nord et du Sud, à l'Allemagne de l'Ouest et de l'Est et le nord et le sud du Viêt Nam.
Bien que les combats se soient poursuivis pendant les années suivantes, au moment de la guerre de Corée, les lignes de contrôle étaient nettement tracées : le gouvernement de la République populaire de Chine dirigé par les communistes à Pékin contrôlait la majeure partie de la Chine continentale, tandis que le gouvernement de la république de Chine dirigé par le Kuomintang, maintenant à Taipei, contrôlait l'île de Taïwan, certaines îles environnantes et un certain nombre d'îles au large des côtes du Fujian. Cette impasse a été imposée avec l'aide du gouvernement des États-Unis qui a commencé à dissuader une invasion de Taïwan après le début de la guerre de Corée.
Pendant de nombreuses années, les deux gouvernements ont prétendu être le seul gouvernement légitime de la Chine. Les combats étant largement terminés, le principal champ de bataille est devenu diplomatique. Avant les années 1970, la république de Chine était encore reconnue par de nombreux pays et les Nations unies comme le seul gouvernement légitime de la « Chine », qui revendiquait la souveraineté à la fois sur la Chine continentale et sur Taïwan. La république de Chine avait été membre fondateur des Nations unies et était l'un des cinq membres permanents du Conseil de sécurité jusqu'en 1971, date à laquelle ils ont été expulsés de l'ONU et la représentation de la Chine a été remplacée par la République populaire de Chine (RPC) via la Résolution 2758 de l'Assemblée générale des Nations unies. Avant les années 1970, peu de gouvernements étrangers reconnaissaient la république populaire de Chine. Les premiers gouvernements à le reconnaître comme gouvernement de la « Chine » furent les pays du bloc soviétique, membres du mouvement des non-alignés, et le Royaume-Uni (1950). Le catalyseur du changement est venu en 1971, lorsque l'Assemblée générale des Nations unies a expulsé (en) les représentants de Tchang Kaï-chek en refusant de reconnaître leurs accréditations en tant que représentants de la Chine. La reconnaissance de la République populaire de Chine a rapidement suivi de la part de la plupart des autres gouvernements, y compris les États-Unis. La république de Chine a continué de rivaliser avec la République populaire de Chine (RPC) pour être reconnue comme le gouvernement légitime de la Chine.
Depuis les années 1990, cependant, un mouvement croissant pour la reconnaissance formelle de l'indépendance de Taïwan a fait du statut politique de Taïwan la question dominante, remplaçant le débat sur le gouvernement légitime de la Chine. Un point de vue à Taïwan est que la république de Chine et la république populaire de Chine sont toutes deux souveraines, formant ainsi « deux Chines », ou « une Chine, un Taïwan ». L'ancien président de la république de Chine, Chen Shui-bian, a fermement soutenu ce statu quo et a donc largement abandonné la campagne pour que la république de Chine soit reconnue comme le seul gouvernement légitime de Chine. Sous le président Chen, le gouvernement de la république de Chine faisait campagne pour que la république de Chine rejoigne les Nations unies en tant que représentant de son territoire effectif - Taïwan et les îles voisines - uniquement. Le successeur de Chen, le président Ma Ying-jeou, a cessé cette poussée.

## Situation actuelle

La carte montre la politique d'une seule Chine dans la pratique.
République populaire de Chine (RPC)
États reconnaissant uniquement la RPC
États reconnaissant la RPC avec des relations informelles avec la RdC
République de Chine (RdC)
États reconnaissant uniquement la RdC
États sans position rapportée à l'heure actuelle

Dans le passé, la république populaire de Chine (RPC) et la république de Chine (RdC) ont revendiqué la souveraineté de jure sur toute la Chine tout en niant la légitimité de l'autre,. La position de la RPC et de la Coalition pan-bleue de la RdC reste qu'il n'y a qu'une seule entité souveraine de la Chine, et que chacune d'elles représente le gouvernement légitime de toute la Chine - y compris la Chine continentale et Taïwan - et l'autre est illégitime. La position de la Coalition pan-verte de la RdC est que Taïwan est un État souverain indépendant nommé « République de Chine » et que Taïwan ne fait pas partie de la « Chine ». En 2023, 178 États membres de l'ONU et l'État de Palestine entretiennent des relations diplomatiques avec la RPC. 13 États membres de l'ONU et le Saint-Siège entretiennent des relations diplomatiques avec la république de Chine.

### République populaire de Chine
Le gouvernement de la république populaire de Chine (en) (RPC) s'oppose à traiter la république de Chine (RdC) comme un État légitime et dépeint Taïwan comme une province rebelle de la RPC. Le gouvernement de la République populaire de Chine s'est toujours opposé aux « deux Chines », affirmant à la place que toute la « Chine » est sous une seule et indivisible souveraineté en vertu de son « principe d'une seule Chine », incluant explicitement Taïwan. En vertu de ce principe, bien que la RPC n'exerce aucun contrôle de facto sur le territoire administré par la RdC, la RPC affirme néanmoins que les territoires contrôlés à la fois par la RPC et la RdC font partie de la même entité souveraine indivisible, la « Chine ».
La politique du gouvernement de la RPC stipule que tout pays qui souhaite établir une relation diplomatique avec la RPC doit d'abord mettre fin à toute relation formelle avec la RdC. Selon le Fletcher Forum of World Affairs (en), « la non-reconnaissance du gouvernement taïwanais est une condition préalable à l'établissement de relations diplomatiques formelles avec la RPC, forçant en fait les autres gouvernements à choisir entre Pékin et Taipei ». Dans l'ordre. pour concourir à la reconnaissance des autres pays, chaque gouvernement a donné de l'argent à certains petits pays. Plusieurs petits pays d'Afrique et des Caraïbes ont établi et rompu à plusieurs reprises des relations diplomatiques avec les deux parties en échange d'un énorme soutien financier de chaque côté. La RPC utilise également son influence internationale pour interdire à la RdC de participer à des événements internationaux tels que les Jeux olympiques sous son nom officiel. Au lieu de cela, la RdC a été contraint d'adopter le nom de Taipei chinois pour participer à de tels événements depuis les années 1980. De plus, dans les communiqués de presse et autres médias, la RPC ne fait jamais référence à la RdC en tant que telle, se référant plutôt au territoire de Taïwan comme « la province chinoise de Taïwan » et au gouvernement de la RdC comme « l'autorité de Taïwan ».

### République de Chine
Jusqu'aux réformes constitutionnelles de 1991, la république de Chine (RdC) a activement affirmé sa revendication de souveraineté sur toute la Chine et s'oppose toujours à traiter la république populaire de Chine (RPC) comme un État légitime. Les autorités de la république de Chine ont clarifié les réformes constitutionnelles en déclarant qu'elles ne « contestent pas le fait que la RPC contrôle la Chine continentale ». Depuis lors, la république de Chine n'a ni affirmé activement ces revendications ni les a niées. La démocratisation et la libéralisation de la liberté d'expression ont conduit à l'émergence du mouvement indépendantiste taïwanais, qui s'oppose à l'idée des « deux Chines ». La position de la RdC à l'égard des « deux Chines » a varié selon l'administration, les administrations pan-bleue la favorisant et les administrations pan-verte s'en éloignant.
En 1999, le président de l'époque, Lee Teng-hui, a défini la relation comme des « relations spéciales d'État à État (en) ».
Le président Chen Shui-bian a déclaré en 2002 qu'« avec Taïwan et la Chine de chaque côté du détroit de Taïwan, chaque côté est un pays ». En 2003, il a expliqué que « Taïwan n'est pas une province d'un pays ni un état d'un autre ». L'administration Chen a pris des mesures pour utiliser le nom « Taïwan » à l'échelle internationale afin d'éviter toute confusion entre les « deux Chines », comme placer le mot « Taiwan » sous « Republic of China » sur les passeports de la république de Chine.
En septembre 2008, le président Ma Ying-jeou du Kuomintang a déclaré que les relations entre la RdC et la RPC ne sont ni entre deux Chines ni entre deux États, affirmant plutôt qu'il s'agit d'une « relation spéciale (en) ». En outre, il a déclaré que les problèmes de souveraineté entre les deux ne peuvent pas être résolus à l'heure actuelle, mais il a cité le Consensus de 1992 comme une mesure temporaire jusqu'à ce qu'une solution soit disponible. Le porte-parole du bureau présidentiel de la RdC Wang Yu-chi (chinois : 王郁琦) a ensuite clarifié la déclaration du président et a déclaré que les relations sont entre deux régions d'un pays, sur la base de la position constitutionnelle de la RdC, le statut régissant les relations entre les peuples de la région de Taïwan et la région continentale et le consensus de 1992.
La présidente Tsai Ing-wen du Parti démocrate progressiste a été élue en 2016 et a refusé de reconnaître le consensus de 1992. Sous l'administration Tsai, les mots anglais « Republic of China » ont été déplacés autour de l'emblème des passeports taïwanais, bien que les caractères chinois correspondants soient restés.